# Неклюдово-Дурасово
Неклюдово-Дурасово — деревня в Камышлинском районе Самарской области России. Входит в состав сельского поселения Старое Усманово.

## География
Деревня находится в северо-восточной части Самарской области, в пределах Бугульминско-Белебеевской возвышенности, в лесостепной зоне, при автодороге 36Н-234, на расстоянии примерно 22 километров (по прямой) к юго-востоку от Камышлы, административного центра района. Абсолютная высота — 216 метров над уровнем моря.
Климат
Климат характеризуется как умеренно континентальный. Среднегодовая температура воздуха — 3,1 °С. Средняя температура воздуха самого тёплого месяца (июля) — 19,2 °C (абсолютный максимум — 37 °C); самого холодного (января) — −13,3 °C (абсолютный минимум — −46 °C). Среднегодовое количество атмосферных осадков составляет 430 мм, из которых большая часть выпадает в тёплый период. Снежный покров держится в течение 163 дней.
Часовой пояс
Деревня Неклюдово-Дурасово, как и вся Самарская область, находится в часовой зоне МСК+1. Смещение применяемого времени относительно UTC составляет +4:00.

## Население
| 2010 |
| ---- |
| 22   |

Половой состав
По данным Всероссийской переписи населения 2010 года в гендерной структуре населения мужчины составляли 36,4 %, женщины — соответственно 63,6 %.
Национальный состав
Согласно результатам переписи 2002 года, в национальной структуре населения русские составляли 75 % из 60 чел.